# Kamil Stoor
Kamil Stoor ps. Blitz Krieg – polski muzyk, autor muzyki i tekstów. Założyciel i perkusista najwcześniejszych polskich grup punkrockowych: The Boors, Kryzys i Deuter. Jest synem aktora Mieczysława Stoora. 
Od 1981 na emigracji – obecnie mieszka w Szwecji.

## Dyskografia

### Deuter
- Ojczyzna dumna 1981–1986 (1995)
- Ojczyzna Blizna (2011)